# 北見敏之
北見 敏之（きたみ としゆき、1951年5月27日 - ）は、日本の俳優。東京都出身。Andmo所属。

## 来歴・人物
東京都立府中高等学校卒業。劇団雲の研究所を経て、劇団欅に所属。1975年に「演劇集団 円」創立に参加。舞台出演の傍ら、日活ロマンポルノにも多数出演した。
円を退団後は、主にテレビドラマや映画で活躍中。さくら舎、高岡事務所（2007年2月 - 2012年）、エージェントオフィスタクト（～2012年5月）を経て2021年8月よりAndmoに所属している。
2020年ごろに癌に罹患し、2023年現在リハビリを続けており、俳優活動をややセーブしている。また2022年暮れには腸閉塞に罹患し、沖縄県名護市の病院に入院した。

### 人物
主に医者、大学教授といった知性的な役柄から、ヤクザなどの粗暴な悪役まで、幅広く演じ分ける個性派俳優として有名である。
新宿二丁目でバー「殿山」を経営している。このバーは俳優の殿山泰司が経営していたもので、殿山の死後、北見が経営を引き継いだもの。北見本人も来店することも多く、北見の不在時には教え子の若い俳優が接客している。

## 出演

### テレビドラマ
- 人造人間キカイダー 第16話「女ベニクラゲが三途の川へ招く」（1972年、NET） - アベック
- 土曜日の女シリーズ / 明日に喪服を（1973年、日本テレビ）
- パパと呼ばないで（1972年-1973年、日本テレビ・ユニオン映画） - 八方石油の社員
- 雑居時代 第21話「夢みる乙女」（1974年、日本テレビ・ユニオン映画） - ボーイ
- スーパーロボット マッハバロン　第16話「密告者の海」（1975年、日本テレビ） - 次郎
- Gメン'75　第18話「警察の中のギャング」（1975年、TBS・東映） - 自動車修理工場の作業員
- ロボット110番 第11話「ガンちゃん七転び八起き」（1977年、テレビ朝日） - 坪井平介
- 特捜最前線（テレビ朝日）
  - 第83話「凶悪のラブ・ハンター!」（1978年）
  - 第107話「射殺魔・1000万の笑顔を砕け!」（1979年）
  - 第174話「高層ビルに出る幽霊!」（1980年）
  - 第257話「母･････････」（1981年）
  - 第383話「崩壊家族のラストタンゴ!」（1984年）
- 大激闘マッドポリス'80 第14話「ハンター・キラー」（1980年、日本テレビ） - 西山清
- 西村京太郎サスペンス 日本一周「旅号」〈ミステリートレイン〉殺人事件（1983年、TBS）
- 月曜ワイド劇場「女性万引ガードマン」（1983年、テレビ朝日）
- 人妻捜査官 第5話「疑惑!? 蒸発妻が働く温泉町」（1984年、朝日放送）
- 太陽にほえろ! 第611話「無口な男」（1984年、日本テレビ） - 村田教官
- 花嫁人形は眠らない（1986年、TBS・KANOX） - 出版社部長
- 誇りの報酬 第14話「萩原刑事が撃たれた」（1986年、日本テレビ） - 今野
- ベイシティ刑事 第24話「男たちのラストショー」（1988年、テレビ朝日・東映）
- 邪魔してゴメン!（1989年10月 - 1990年3月、TBS） - 北見さん
- 土曜ワイド劇場（テレビ朝日）
  - 「名探偵・金田一耕助2 仮面舞踏会」（1986年）
  - 「事件5」（1997年） - 森下康夫
  - 「牟田刑事官VS終着駅の牛尾刑事そして事件記者冴子」（2001年）
  - 「終着駅シリーズ23」（2009年10月10日） - 北野友哉
  - 「弁天祐美子法律事務所2」（2009年11月7日） - 新島亨
  - 「温泉(秘)大作戦8」（2009年12月5日、朝日放送）
- 月曜・女のサスペンス 文豪シリーズ「注文の多い料理店」（1990年、テレビ東京）
- いけない女子高物語（1990年、日本テレビ）
- 夏色のアルバム（1990年7月 - 8月、TBS） - 大谷信太郎
- 火曜サスペンス劇場（日本テレビ）
  - 「狙われた美人キャスター」（1983年3月1日）
  - 「悪夢の花嫁」（1987年6月23日）
  - 「不幸の手紙殺人事件」（1990年12月11日、KUJIRA）
- 火曜ミステリー劇場 「豆腐屋直次郎の裏の顔2」（1991年1月22日、朝日放送・アズバーズ） - 石神竜男
- 刑事貴族2 第36話（1992年2月21日、日本テレビ）
- ウーマンドリーム（1992年10月 - 12月、フジテレビ） - 筧英雄
- ドラマ新銀河（NHK総合）
  - トーキョー国盗り物語（1993年） - 倉田
- 愛の天使（1994年7月 - 9月、フジテレビ） - 菅野誠二
- 古畑任三郎（1994年、フジテレビ） - 倉田監督
- おばさんデカ 桜乙女の事件帖3（1995年、フジテレビ） - 見延彬
- 好きやねん（1995年、日本テレビ）
- きのうの敵は今日も敵（1995年4月 - 6月、TBS） - 井上有三
- 結婚しようよ（1996年、TBS）
- 世にも奇妙な物語（フジテレビ）
  - 「ふたり」（1994年） - 水野研司
  - 「ザ・ニュースキャスター」（1996年） - 石田編集長
- 勝利の女神（1996年4月 - 6月、フジテレビ） - 寺内塾長
- 3番テーブルの客 スペシャル（1997年、フジテレビ）
- 名探偵保健室のオバさん（1997年、テレビ朝日） - 清里浩一
- ふぞろいの林檎たちIV（1997年4月 - 7月、TBS） - 佐藤晋介
- ブライダルコーディネーターの事件簿1（1997年、TBS） - 港刑事
- 大河ドラマ（NHK総合）
  - 徳川慶喜（1998年） - 鷹司輔熙
  - 龍馬伝（2010年） - 柴田備後
  - 花燃ゆ（2015年） - 高杉小忠太
  - 西郷どん（2018年） - 伊集院直五郎
- GTO 第11・12話（1998年、関西テレビ） - 神村総太郎
- 3年B組金八先生スペシャル9（1998年4月2日、TBS）
- 天使のお仕事（1999年、フジテレビ）
- M/OTHER （1999年、WOWOW） - レストラン・マネージャー ※脚本[5]
- ラビリンス（1999年4月 - 6月、日本テレビ） - 長谷川幹雄
- 意地悪ばあさんリターンズ 伝説のばあさんVS湾岸署スリーアミーゴス意地悪バトル（1999年、フジテレビ）
- 貯まる女（2000年1月 - 3月、テレビ東京） - 神田弥太郎
- 永遠の仔 第8・9話（2000年、日本テレビ） - 阿久津鉄也
- 明日があるさ 第1話（2001年、日本テレビ）
- スタアの恋（2001年、フジテレビ） - 白河監督
- スカイハイ 第8話 - 最終話（2003年3月、テレビ朝日） - 恩田俊男
- 剣客商売 第4シリーズ 第10話「剣の師弟」（2003年、フジテレビ） - 文蔵
- 紅の紋章（2006年、フジテレビ） - 大森太市
- Dr.コトー診療所2006 第1・3・4話（2006年、フジテレビ）
- 連続テレビ小説（NHK総合）
  - どんど晴れ 第130話 - 第132話（2007年） - 前田啓介
  - 梅ちゃん先生 第110話（2012年8月7日） - 石田繁
  - あまちゃん 第1週（2013年4月） - 足立功
  - ひよっこ 第95話・第96話（2017年7月21日・22日）  - 島谷赳夫
- 水曜ミステリー9「密会の宿6北鎌倉・年の差不倫殺人事件」（2007年9月9日、BSジャパン・テレビ東京） - 谷山刑事
- セクシーボイスアンドロボ 第1話（2007年、日本テレビ）
- 鞍馬天狗 第4話（2008年2月7日、NHK総合） - 今村松慶
- 所轄刑事4（2008年、フジテレビ） - 溝口刑事（直子の父）
- ラスト・フレンズ（2008年、フジテレビ） - 遠藤健一郎
- バッテリー（2008年5月、NHK総合） - 有吉校長
- 7人の女弁護士 第2シリーズ 第8話（2008年5月、テレビ朝日） - 会田鉄五郎
- NHK広島放送局開局80年ドラマ・帽子（2008年8月2日、NHK総合） - 竹本勝人
- コード・ブルー -ドクターヘリ緊急救命- 第6話（2008年8月7日、フジテレビ） - 上村秀雄
- オー!マイ・ガール!!（2008年、日本テレビ）
- 超人ウタダ（2009年、WOWOW） - 畑中健作
- テレビ朝日50周年ドラマスペシャル 警官の血（2009年2月7日・8日、テレビ朝日）
- スマイル（2009年、TBS） - 古瀬刑事
- オルトロスの犬 第7話（2009年9月11日、TBS） - 大和田志郎
- 外事警察（2009年11月 - 12月、NHK総合） - 金沢涼雅
- エンゼルバンク〜転職代理人 第4話（2010年2月4日、テレビ朝日） - 江村良夫
- 水曜シアター9「懸賞金〜目撃証言に三千万円を賭けた女〜」（2010年3月3日、テレビ東京） - 徳永和雄
- ハンチョウ〜神南署安積班〜シリーズ2  第9 - 10話（2010年、TBS） - 丸山秘書
- 臨場 続章 第6話（2010年5月19日、テレビ朝日）
- 絶対零度〜未解決事件特命捜査〜 最終話（2010年6月22日、フジテレビ） - 中馬武彦
- 絶対泣かないと決めた日〜緊急スペシャル〜（2010年7月2日、フジテレビ） - 菊島一郎
- なぜ君は絶望と闘えたのか（2010年9月25日・26日、WOWOW） - 町田義孝
- セカンドバージン（2010年10月12日、NHK総合） - 那須田金融庁局長
- パーフェクト・リポート 第7話（2010年11月28日、フジテレビ） - 赤坂正俊
- 新春ワイド時代劇「戦国疾風伝 二人の軍師 秀吉に天下を獲らせた男たち」（2011年1月2日、テレビ東京） - 蜂須賀小六正勝
- 恋するキムチ（2011年2月18日、NHK岐阜） - 伴野一雄
- グッドライフ〜ありがとう、パパ。さよなら〜（2011年4月 - 6月、フジテレビ〔関西テレビ制作〕） - 奥田真一
- ストロベリーナイト 第2話・3話（2012年1月17日・24日、フジテレビ） - 下坂勇一郎
- 水曜ミステリー9「落としの鬼 刑事 澤千夏1」（2012年2月1日、テレビ東京） - 迫水尚之
- 新・おみやさん 第7話（2012年5月31日、テレビ朝日） - 野波基之
- 東野圭吾ミステリーズ 第5話「甘いはずなのに」（2012年8月2日、フジテレビ） - 藤村重雄
- ダブルフェイス〜偽装警察編〜 (2012年10月28日、WOWOW)
- 正月時代劇「御鑓拝借〜酔いどれ小籐次留書〜」（2013年1月1日、NHK総合） - 藤堂伍平
- dinner 第4話（2013年2月3日、フジテレビ） - 武藤洋文
- 牙狼-GARO- 〜闇を照らす者〜（2013年、テレビ東京） - 金城憲水
- 遺留捜査 第3シリーズ 第4話（2013年5月8日、テレビ朝日） - 安西俊明
- ダブルス〜二人の刑事 第5話（2013年5月16日、テレビ朝日） - 中谷正彦
- 七つの会議（2013年7月、NHK総合） - 村西副社長
- 京都地検の女 第9シリーズ 第3話（2013年8月1日、テレビ朝日） - 宇田川信吉
- 金曜プレステージ 実録ドラマスペシャル「ねじれた絆 赤ちゃん取り違え事件 42年の真実」（2013年10月11日、フジテレビ） - 産婦人科医
- 血の轍（2014年1月 - 2月、WOWOW） - 安部義一
- 特集ドラマ「生きたい たすけたい」（2014年3月11日、NHK総合） - 三浦行雄
- 月曜ゴールデン「世田谷駐在刑事2」（2014年4月7日、TBS） - 益岡正也
- BORDER 警視庁捜査一課殺人犯捜査第4係（2014年4月 - 6月、テレビ朝日） - 鴨川重春
- 24時間テレビドラマスペシャル「はなちゃんのみそ汁」（2014年8月30日、日本テレビ） - 安武信義
- 罪人の嘘（2014年8月31日 - 9月28日、WOWOW） - 大垣宇一
- 月曜ゴールデン特別企画「松本清張サスペンス・影の地帯」（2015年7月6日、TBS） - 河井憲三
- 石の繭 殺人分析班（2015年8月 - 9月、WOWOW） - 徳重英次
- 科捜研の女 第15シリーズ 第2話（2015年10月22日、テレビ朝日） - 仙川京一郎
- 嫌な女 第1回（2016年3月6日、NHK BSプレミアム） - 西岡章光
- 月曜名作劇場特別企画「横山秀夫サスペンス 刑事の勲章」（2016年4月18日、TBS） - 大和田徹
- ヤッさん〜築地発!おいしい事件簿〜 第4話（2016年8月12日、テレビ東京） - 杉山健
- 水晶の鼓動 殺人分析班（2016年11月 - 12月、WOWOW） - 徳重英次
- 蝶の力学 殺人分析班（2019年11月 - 12月、WOWOW） - 徳重英次
- 炎の経営者（2017年3月19日、フジテレビ） - 山嵜和夫
- 刑事7人（2017年、テレビ朝日） - 川添雄二
- この声をきみに（2017年、NHK総合） - 山極春信
- シグナル 長期未解決事件捜査班（2018年、関西テレビ） - 大山靖志
- ハゲタカ（2018年、テレビ朝日） - 名高悟
- 真犯人（2018年9月 - 10月、WOWOW） - 尾畑清三
- ぬけまいる〜女三人伊勢参り 第6話「幼なじみと焼はまぐりの罠」（2018年12月8日、NHK総合） - 善蔵

### 映画
- さすらいの恋人 眩暈(めまい)（1978年）
- 好色美容師 肉体の報酬（1979年）
- レイプハリケーン 裂く!!（1979年）
- 朝はダメよ!（1980年）
- 快楽学園 禁じられた遊び（1980年）
- ズームアップ ビニール本の女（1981年）
- 狂った果実（1981年）
- 密漁妻 奥のうずき（1981年）
- 天使のはらわた 赤い淫画（1981年）
- 闇に抱かれて（1982年）
- 女教師 生徒の眼の前で（1982年）
- キャバレー日記（1982年）
- 軽井沢夫人（1982年）
- 恥辱の部屋（1982年）
- 暗室（1983年）
- 縄姉妹 奇妙な果実（1984年）
- 美加マドカ 指を濡らす女（1984年） - 記者
- 団地妻 ニュータウン禁猟区（1984年） - 安田正夫
- 女子大寮VS看護婦学園寮（1984年）
- 柔肌色くらべ（1984年）
- 湯殿山麓呪い村（1984年）
- 高校教師 成熟（1985年） - 正岡悟
- 噛む女（1988年）
- 極道記者（1993年）
- さまよえる脳髄（1993年） - 遊佐
- 平成無責任一家 東京デラックス（1995年）
- 新・極道記者 逃げ馬伝説（1996年）
- スワロウテイル（1996年）
- ヒート・アフター・ダーク（1999年）
- ひまわり（2000年） - 朋美の父 役
- 火垂（2001年）
- 天国から来た男たち（2001年） - 薮元忠
- GO（2001年） - 桜井の父
- 今昔伝奇 花神（2002年）
- 自殺サークル（2002年） - 品川医師
- 13階段（2003年） - 船越刑事
- 夢 追いかけて（2003年） - 河合音三郎
- 新刑事まつり一発逆転 軍団刑事っ!（2003年）
- かまち（2004年） - 白石院長
- ほたるの星（2004年） - 羽毛田教頭
- 仮面ライダー THE FIRST（2005年）
- ギミー・ヘブン（2006年） - 柘植琢郎
- ベルナのしっぽ（2006年） - 稲垣道雄
- 歌謡曲だよ、人生は 第10話「みんな夢の中」（2007年） - 中村武
- それでもボクはやってない（2007年） - 宮本孝
- 陰日向に咲く（2008年） - 富田所長
- アフタースクール（2008年） - 大黒武
- 那須少年記（2008年） - 尽平
- アキレスと亀（2008年）
- イキガミ（2008年） - 佐竹勇一
- コドモのコドモ（2008年） - ミツオの父
- コトバのない冬（2008年）
- TOKYO!「メルド」（2008年） - 広岸
- トウキョウソナタ（2008年）
- 悪夢探偵2（2008年） - 菊川哲治
- ヘブンズ・ドア（2009年） - 三宅
- レイン・フォール/雨の牙（2009年）
- The Harimaya Bridge はりまや橋（2009年） - クボ
- ジャイブ 海風に吹かれて（2009年） - 藤野毅
- のんちゃんのり弁（2009年）
- ブラック会社に勤めてるんだが、もう俺は限界かもしれない（2009年） - 大根田真次
- 酔いがさめたら、うちに帰ろう。（2010年） - 坂井
- 日輪の遺産（2011年） - 金原荘一郎
- セカンドバージン（2011年）
- 麒麟の翼〜劇場版・新参者〜（2012年） - 石垣係長
- 外事警察 その男に騙されるな（2012年） - 金沢涼雅
- R100（2013年）
- 福福荘の福ちゃん（2014年） - 沼倉ヒサシ
- はなちゃんのみそ汁（2016年） - 安武信義
- 聖の青春（2016年） - 村山伸一[6]
- 追憶（2017年） - 豊田幸一
- 羊の木（2018年） - 月末亮介
- パーフェクトプロポーズ Dream Edition（2024年） - ケンジ[7]

### 舞台
- ブラックコメディ
- 欲望という名の電車
- リチャード三世
- Studio META produce vol.6「職員室の午後」（2014年2月） - プロデュース・演出

### CM
- マスターカード
- NTTドコモ ドコモショップ 「ひとり暮らしの娘と父篇」（2007年）
- ソニー　Pure Heart Audio　「忘れていた時間篇」夫役（2007年3月26日 - ）
- JT（企業CM、2010年 - ）
  - 「とある家族／笑顔の家族」篇
  - 「とある家族／父子の会話」篇
  - 「とある家族／母のバレー・父の王手」篇
  - 「とある家族／娘のドジ・父の感心」篇
  - 「とある家族／弟の成長」篇

### 配信ドラマ
- パーフェクトプロポーズ（2024年2月2日 - 、FOD） - ケンジ 役[8]